# Ván ép

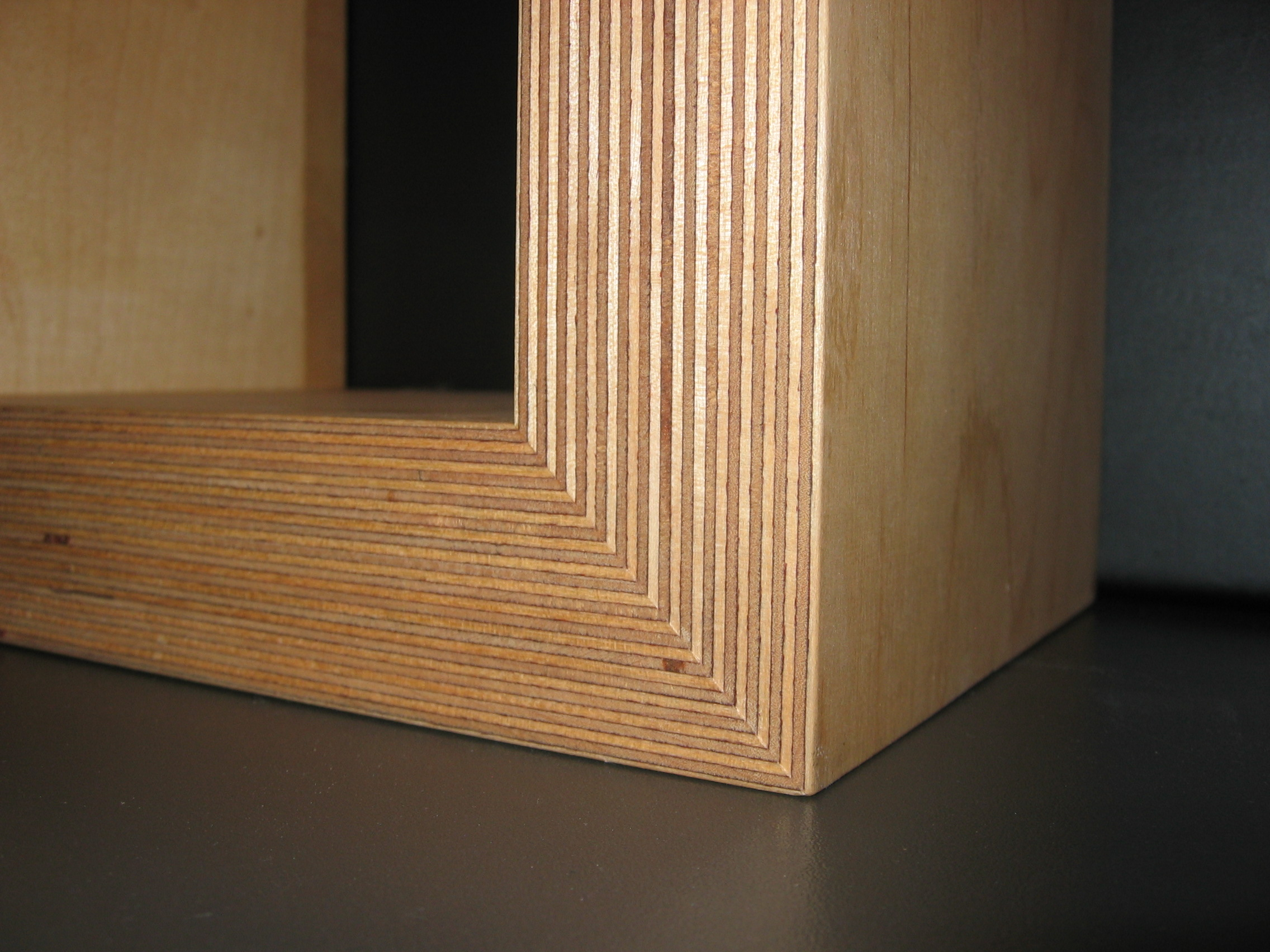
Ván ép

Ván ép (plywood) hay còn gọi là gỗ dán là tấm vật liệu được làm từ nhiều lớp gỗ tự nhiên lạng mỏng. Các lớp gỗ này được sắp xếp vuông góc theo hướng vân gỗ của mỗi lớp, rồi được ép vào nhau dưới nhiệt độ và áp suất cao với sự tham gia của các chất kết dính. Đây là loại ván gỗ ép được tạo ra từ nhiều lớp ván cắt mỏng có cùng kích thước xếp chồng lên nhau một cách liên tục theo hướng vân gỗ của mỗi lớp. Các lớp ván được dính lại bằng keo chuyên dụng sau đó được ép bằng máy ép thủy lực. Ván ép có khả năng chống nước, chịu lực tốt và có thể gia công để thích hợp với nhiều mục đích sử dụng khác nhau. Trong tiếng Anh thì Từ ply bắt nguồn từ động từ tiếng Pháp là plier, có nghĩa là "gấp" và từ động từ tiếng Latinh là plico, từ động từ tiếng Hy Lạp cổ: πλέκω.

## Tổng quan

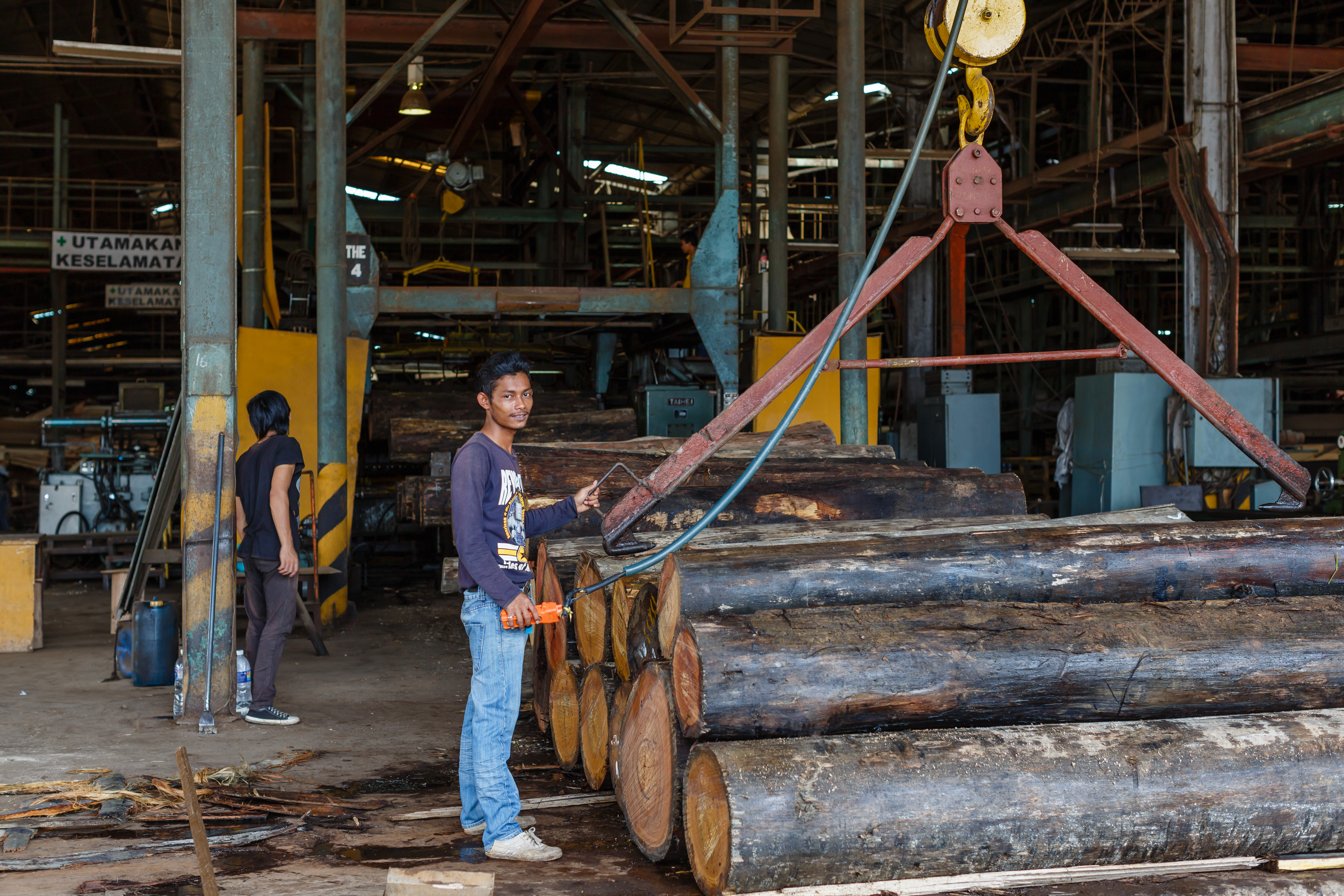
Gỗ để dùng ván ép

Các nhà khảo cổ đã tìm thấy dấu vết xuất hiện đầu tiên của gỗ dán trong các lăng mộ của Pharaoh tại Ai Cập vào khoảng 3500 năm Trước Công Nguyên. Khoảng một ngàn năm trước, người Trung Hoa đã biết bào mỏng gỗ và dán chúng lại với nhau để ứng dụng trong đồ nội thất. Vào năm 1797, Samuel Bentham vốn là một kỹ sư máy và kỹ sư đóng tàu người Anh đã đăng ký bản quyền sáng chế đối với một số loại máy lạng mỏng gỗ. Trong đăng ký sáng chế này, ông đã mô tả một khái niệm về việc dán các lớp gỗ lạng mỏng lại với nhau để tạo thành một tấm gỗ dày hơn và đây được coi là sự mô tả đầu tiên về khái niệm gỗ dán sử dụng ngày nay. Khoảng 50 năm sau, Immanuel Nobel là cha đẻ của nhà khoa học nổi tiếng Alfred Nobel đã nhận ra rằng, khi liên kết các lớp gỗ tự nhiên mỏng lại với nhau, sẽ tạo thành một tấm vật liệu với độ bền đáng kinh ngạc. trong ấn bản năm 1870, từ điển tiếng Pháp, Robert đã mô tả quy trình sản xuất ván lạng bằng máy tiện quay trong mục nhập Déroulage. do đó, người ta có thể cho rằng sản xuất ván ép bằng máy tiện quay là một quá trình đã được hình thành ở Pháp vào những năm 1860. Ván ép được du nhập vào Hoa Kỳ vào năm 1865.